# Маляренко Ігор Олексійович
Ігор Олексійович Маляре́нко (15 липня 1934, Глибочок — 16 жовтня 2002, Запоріжжя) — український художник; член Спілки радянських художників України з 1967 року.

## Біографія
Народився 15 липня 1934 року в селі Глибочку (нині Звягельський район Житомирської області, Україна). Дитинство провів в Мелітополі, де навчався в художній студії Палацу піонерів у Іларія Чубича. Протягом 1951—1953 років навчався в Одеському художньому училищі у Петра Коновського; у 1953—1954 та 1957—1960 роках — у Пензенському художньому училищі у Георгія Панкова та Олександра Шурчилова.
Упродовж 1962—2002 років працював на Запорізькому художньо-виробничому комбінаті. Мешкав у Запоріжжі в будинку на вулиці Камерній, № 17, квартира № 97 та у селі Більманці. Помер у Запоріжжі 16 жовтня 2002 року.

## Творчість
Працював у галузі станкового живопису (створював жанрові картини, портрети, пейзажі, натюрморти) та монументально-декоративного мистецтва. Серед робіт:
- серія «Злата Прага» (1960-ті);
- «У морі» (1960);
- «Рибалки» (1962);
- «На Азовському морі» (1962);
- «Нащо мені чорні брови?» (1964);
- «Мати-героїня Я. Корнієнко» (1965);
- «Зустріч» (1965);
- «Рибачка» (1965, Запорізький художній музей);
- «Сини моря» (1967, Запорізький художній музей);
- «Вартові катера» (1968);
- «Син» (1969);
- «Полудень (Старі рибалки)» (1970);
- «Азовські рибалки» (1970);
- «Сім'я» (1971, Запорізький художній музей);
- «Рідний берег» (1971);
- «Море» (1972);
- «Григорій Сковорода» (1972);
- «Рибка» (1973);
- «Вогні Запоріжжя» (1974);
- «Безкозирка» (1975);
- «Ранок» (1975);
- «Тетяна Яблонська у майстерні Галини Кальченко» (1976);
- «У порту» (1977);
- «На острові» (1977);
- «Осінь. Гурзуф» (1981);
- «Риба і сітка» (1981);
- «На узгір'ях Грузії» (1983);
- «Пальми» (1984);
- «Пам'ять» (1985);
- «Осінь» (1986, Запорізький художній музей);
- «Молоді капітани» (1987);
- «Село» (1990, Запорізький художній музей);
- «Півник ніжний» (1992, Запорізький художній музей);
- «Зима» (1992, Запорізький художній музей);
- «Натюрморт із трояндами» (1996);
- цикл етюдів «Греція» (1993—1996).

У співавторстві з Іваном Євченком у 1964 році створив мозаїчне панно «Героїка наших днів» в Запорізькому заводі плавлених сирів.
Брав участь в обласних, всеукраїнських, всесоюзних і зарубіжних мистецьких виставках з 1964 року. Персональні виставки відбулися у Бердянську у 1966 році та Запоріжжі у 1974, 1986, 1997 роках.
Крім Запорізького художнього музею твори художника зберігаються у Запорізькому краєзнавчому музеї та приватних колекціях.